# Scutelliseta microptera
Scutelliseta microptera är en tvåvingeart som beskrevs av Richards 1968. Scutelliseta microptera ingår i släktet Scutelliseta och familjen hoppflugor. Inga underarter finns listade i Catalogue of Life.